# Марія Австрійська (1531—1581)
Марія Австрійська (нім. Maria von Österreich, 15 травня 1531 — 11 грудня 1581) — ерцгерцогиня Австрійська та принцеса Богемська з династії Габсбургів, донька імператора Священної Римської імперії Фердинанда I та богемської принцеси Анни Яґеллонки, дружина герцога Юліх-Клеве-Бергу Вільгельма Багатого.

## Біографія

### Ранні роки
Народилась 15 травня 1531 року у Празі. Була п'ятою дитиною та третьою донькою в родині короля Богемії й ерцгерцога Австрії Фердинанда I та його дружини Анни Яґеллонки. Мала старших сестер Єлизавету й Анну і братів Максиміліана та Фердинанда. Згодом сімейство поповнилося дев'ятьма молодшими дітьми.
Шлюб батьків був щасливим, вони рідко розлучалися. Батько був високоосвіченою людиною, відрізнявся скромністю та м'якістю характеру. Був відомим колекціонером, полюбляв музику, тримав чудовий оркестр. Мати супроводжувала його в більшості поїздок. Сама вона була відома релігійністю, мудрістю та благочестям, також розмовляла чеською, угорською та німецькою мовами, знала латину.
У Відні родина мешкала у Старій фортеці, — найстарішому крилі Гофбурга. Полюбляли зупинятися у замку Лінца на березі Дунаю, де зіграли весілля Фердинанда та Анни. Часто відвідували Гофбурґ в Інсбруку в Тіролі. Певний час цей замок був навіть резиденцією родини.
Сімейство доволі часто бувало у Празі, й правляче подружжя намагалося перетворити Празький град у представницьку королівську резиденцію. Мешкаючи час від часу у Старому королівському палаці, Фердинанд заклав неподалік ренесансний Королівський сад у 1534 році, а в 1538 році почав будівництво Літнього палацу для своєї дружини. Утім руйнівна пожежа червня 1541 року знищила більшість будівель лівого берегу Праги.
Вихователем дітей до 1539 року був німецький поет-гуманіст Каспар Урсінус Веліус.
У 1543 році імператор Карл V Габсбург, дядько Марії, обіцяв її руку герцогу Юліх-Клеве-Берґу. Шлюб був покликаний покласти край Гелдернській війні та закріпити Венлоський договір 1543 року, згідно з яким Гелдернське герцогство відходило австрійському дому, а Вільгельм навертався в католицтво та був зобов'язаний боротися проти Реформації. У свою чергу, Карл дарував Вільгельму привілей визнати законними спадкоємицями його дочок від шлюбу з Марією в разі відсутності спадкоємців чоловічої статі в будинку Габсбургів.
Аби повінчатися з дівчиною, герцог розлучився зі своєю першою дружиною Жанною Наваррською. Хоча фактично даний союз, що не був консумованим, Ватикан просто анулював у 1545 році.

### Шлюбне життя

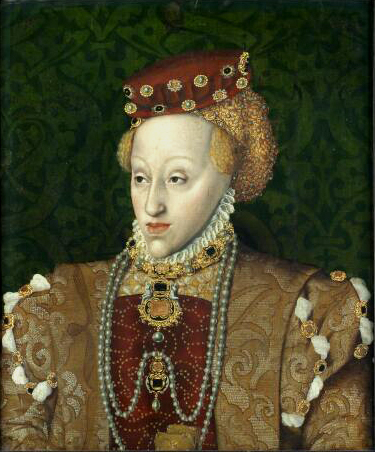
Портрет Марії пензля Ганса Бессера

У 15-річному віці Марія стала дружиною 30-річного герцога Юліх-Клеве-Берґу Вільгельма Багатого. Вінчання відбулося 18 липня 1546 у Регенсбурзі. За два тижні перед цим її сестра Анна взяла там же шлюб із баварським принцом Альбрехтом. Весілля святкувалося дуже пишно. Імператор Карл V також був присутнім.
За півроку після весілля померла мати Марії, королева Анна, й почалося чеське повстання у Празі.
Укладений з розрахунку союз виявився щасливим. У подружжя народилося семеро дітей:
Столицею об'єднаного герцогства Юліх-Клеве-Берґ був Дюссельдорф. Місто за часів правління Вільгельма стало регіональним центром гуманітарних наук і ліберального католицизму. Утім будівництво представницького замку почали лише у 1549 році. На додачу до Дюссельдорфської резиденції у 1558—1565 роках був розширений Хамбахський мисливський замок. Двір рідко навідував як замок Шваненбурґ у Клеве, так і резиденцію в Юліху через збройний конфлікт у сусідніх Нідерландах.

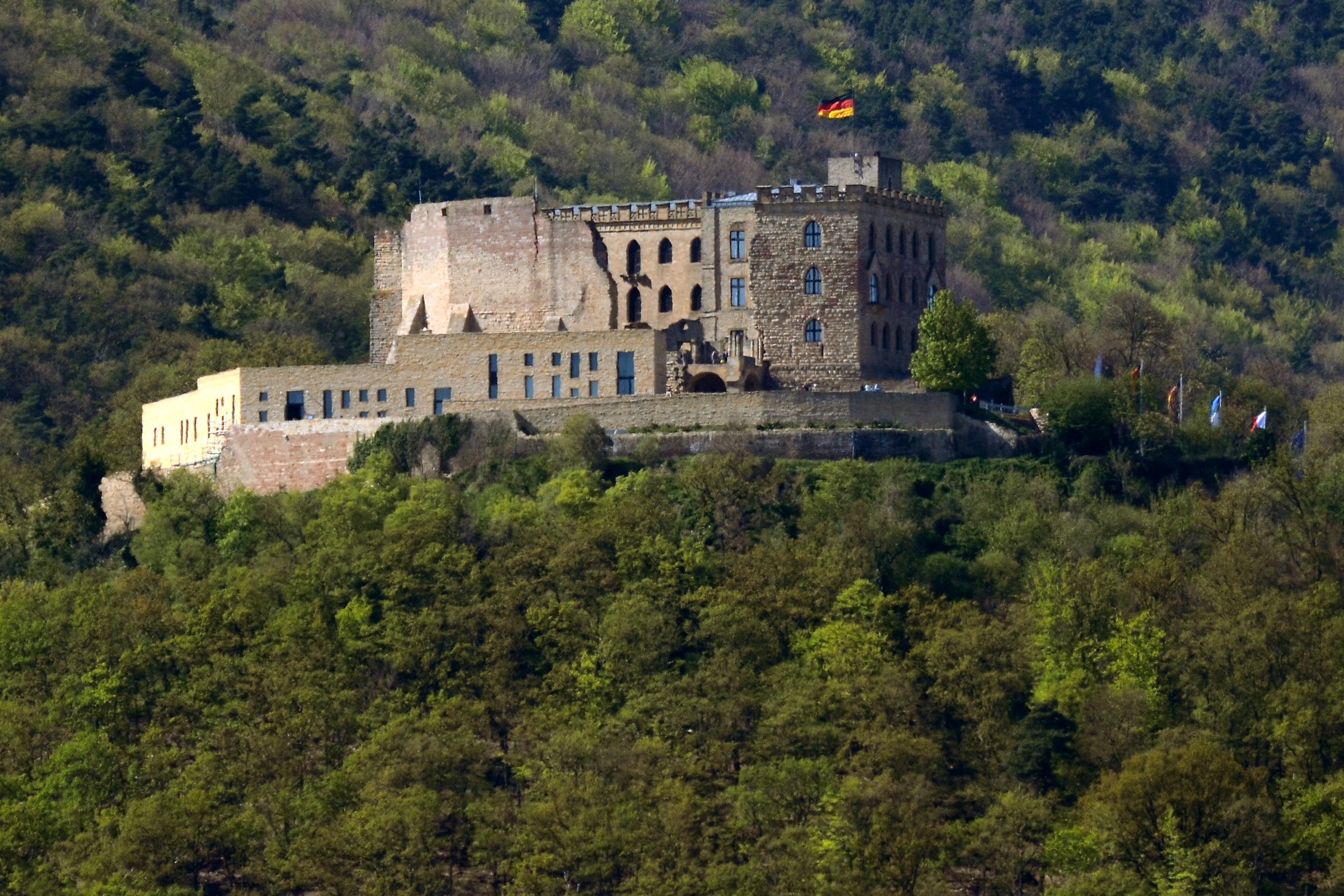
Хамбахський замок

Марія відрізнялася меланхолійністю, згодом герцогиню почали вважати психічно хворою. Її батько у 1556 році став імператором Священної Римської імперії.
Вільгельм після 1566 року переніс кілька інсультів і був частково паралізованим. Його стан надалі залишався складним: дні, у які він, слабкий і приголомшений, нерухомо сидів на своєму стільці, порушуючи мовчання тихими словами «Боже мій», змінювалися тими, коли він міг вставати, стояти, ходити, їздити, їсти та пити, майже як здорова людина.
Марія померла 11 грудня 1581 року у Хамбахському замку. Була похована в церкві Успіння Діви Марії в Клеве.
Її старший син Карл Фрідріх пішов з життя молодим, захворівши на віспу під час паломництва до Рима в 1575 році. Менший син Йоганн Вільгельм, який успадкував у 1592 році герцогство, виявляв ознаки психічної хвороби та помер бездітним. Землі Юліх-Клеве-Берґу після його смерті були поділені між Бранденбурґом і Пфальц-Нойбурґом..

## Родина

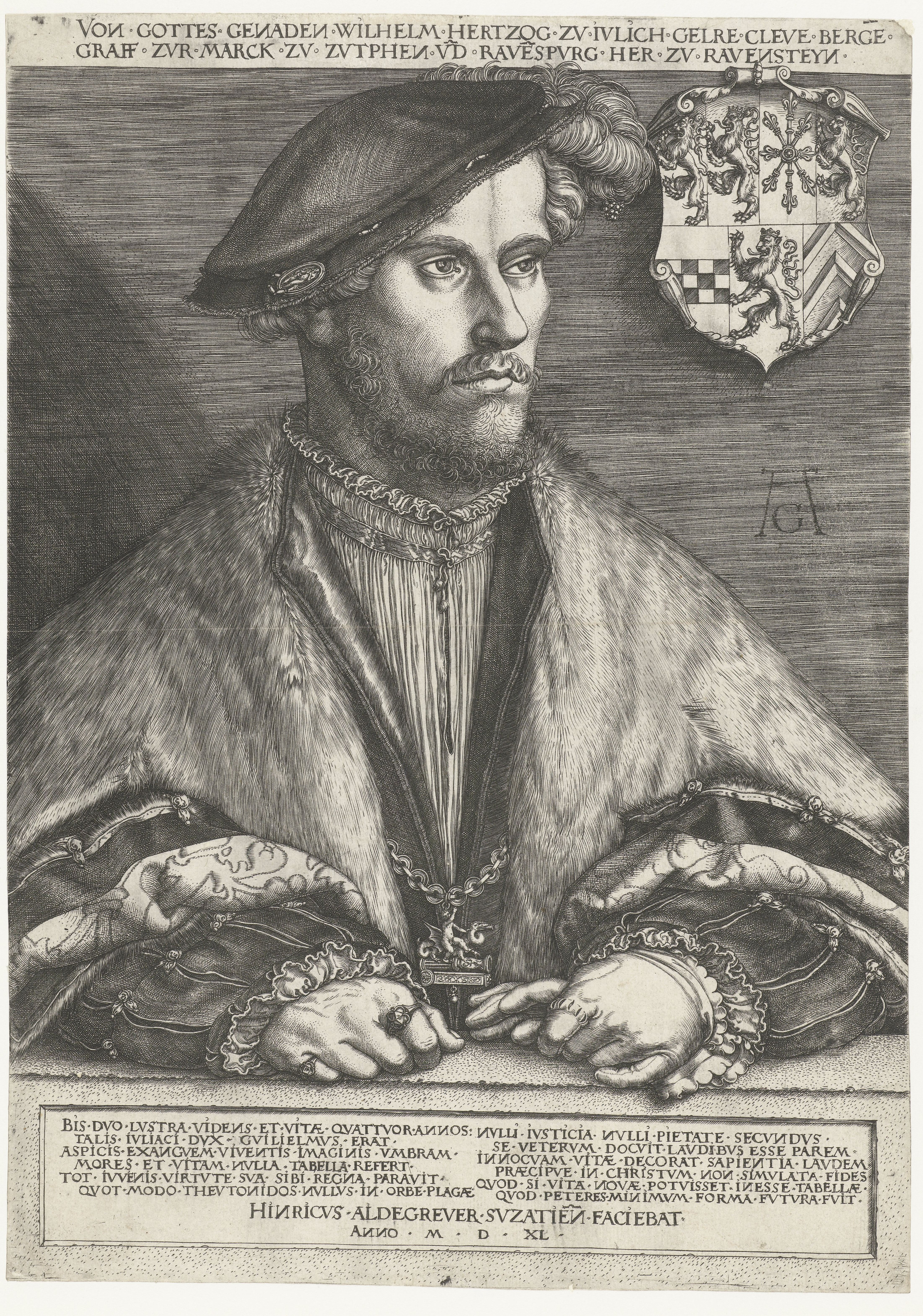
Вільгельм Багатий на гравюрі

Чоловік — Вільгельм Багатий, герцог Юліх-Клеве-Бергу
Діти:
- Марія Елеонора (1550—1608) — дружина герцога Пруссії Альбрехта Фрідріха, мала семеро дітей;
- Анна (1552—1632) — дружина герцога Пфальц-Нойбурґу Філіпа Людвіга, мала восьмеро дітей;
- Магдалена (1553—1633) — дружина герцога та пфальцграфа Цвайбрюкену Йоганна I Кульгавого, мала восьмеро дітей;
- Карл Фрідріх (1555—1575) — одруженим не був, дітей не мав;
- Єлизавета (1556—1561) — прожила 4 роки;[20]
- Сибілла (1557—1627) — дружина маркграфа Бурґау Карла, дітей не мала;
- Йоганн Вільгельм (1562—1609) — герцог Юліх-Клеве-Берґу у 1592—1609 роках, був двічі одруженим, дітей не мав.